# فرانسوا کوپرن
فرانسوا کوپرَن (به فرانسوی: François Couperin) (تلفظ فرانسوی: [fʁɑ̃swa kupʁɛ̃]) آهنگساز و نوازندهٔ ارگ و هارپسیکورد (کلاوسَن) اهل فرانسه. او در ۱۰ نوامبر ۱۶۶۸ در پاریس به دنیا آمد و در ۱۱ سپتامبر ۱۷۳۳ در همان شهر درگذشت.
وی به «کوپرنِ بزرگ» (به فرانسوی: Couperin le Grand) معروف است تا از «خاندان کوپرن»، ازجمله لویی کوپرن (حدود ۱۶۲۶–۱۶۶۱)، که همگی آهنگساز یا نوازنده بودند، متمایز شود.

## برخی از آثار
- قطعه‌هایی برای ارگ
- قطعه‌هایی برای هارپسیکورد (کلاوسَن)
- سه‌نوازی‌ها در فرم سونات
- چهارنوازی‌ها در فرم سونات
- رسالهٔ «هنر کلاوسن‌نوازی»

## شنیدن آثار
- deezer
- youtube
- دخترهای دیوانه فرانسوی یا مهره های دومینو